# Juan Pérez Caballero y Ferrer
Juan Pérez Caballero y Ferrer (Madrid, 8 de noviembre de 1861-San Sebastián, 10 de diciembre de 1951) fue un diplomático y político español, varias veces ministro de Estado durante el reinado de Alfonso XIII.

## Biografía

### Orígenes y familia
Nació en Madrid el 8 de noviembre de 1861, en el seno de una familia de notable tradición política y académica. Fue hijo de José María Pérez-Caballero y de Posada, senador del reino, quien fuera primo del presidente del consejo de ministros José Posada Herrera. Su madre, María Isabel de Ferrer y Álvarez de Coiñas, fue hija del también presidente del consejo de ministros Joaquín María de Ferrer y Cafranga, y sobrina carnal del director supremo de la Confederación del Río de la Plata Ignacio Álvarez Thomas. Más allá de estos ejemplos sobresalieron: su bisabuelo José Pérez Caballero y de la Cuesta, prominente jurista que atendió los negocios jurídicos de Carlos III, Carlos IV, José Bonaparte y Fernando VII, siendo nombrado presidente del Real Consejo de Hacienda, fiscal del Concejo de la Mesta, presidente de la Sala 1.ª de Negocios Contenciosos, (que sustituyó al Consejo de Castilla bajo el Reinado de José Bonaparte), fiscal del Real Tribunal del Protomedicato y comisario real para las obras del Jardín Botánico; así como su otro bisabuelo Ramón de Posada y Soto, primer presidente del Tribunal Supremo en la Historia de España.
Estudió en el Colegio de los Españoles de Bolonia, en donde contrajo una íntima y duradera relación de amistad con el conde de Romanones.

### Carrera diplomática y política
Cursó estudios de Derecho Civil y Canónico en la Universidad Central; en 1882 se licenció y fue nombrado agregado diplomático sin sueldo. Pérez Caballero, que al contrario que buena parte del cuerpo diplomático no ostentaba título nobiliario alguno, en 1886 medió en el contencioso que mantuvieron Alemania y España con motivo de la soberanía de las Islas Carolinas, recibiendo la cruz de 2.ª clase de la Orden del Mérito Militar en recompensa a sus servicios.
En 1900 fue nombrado subsecretario del Ministerio de Estado, cargo que ocupó hasta 1903 y que volvería a ocupar entre 1918 y 1919.
Senador por Albacete en 1905, pasaría a representar a Guadalajara posteriormente y fue nombrado senador vitalicio en 1916.

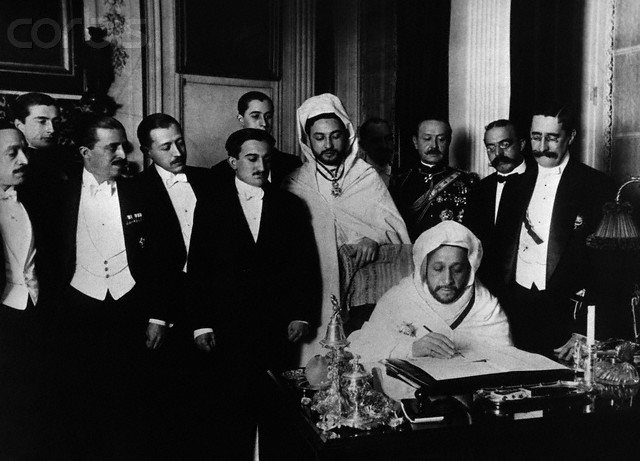
Firma del tratado de Algeciras en abril de 1906

Fue delegado adjunto de la comitiva española asistente a la Conferencia Internacional de Algeciras de 1906, encabezada por el conde de Almodóvar del Río. Fue también sucesivamente designado embajador en Bruselas, Roma y París.
Ejerció por primera vez de ministro de Estado en un período comprendido entre el 1 y el 6 de julio de 1906 dentro de un gabinete presidido por Segismundo Moret. Posteriormente volvería a ocupar la misma cartera ministerial entre el 30 de noviembre de 1906 y el 25 de enero de 1907 en los sucesivos gobiernos que presidieron Moret y Antonio Aguilar y Correa. Finalmente, entre el 21 de octubre de 1909 y el 9 de febrero de 1910 volvería a desempeñar la cartera de Estado en un nuevo gobierno Moret.
Pérez Caballero, que ingresó como socio de la Liga Africanista Española, fue nombrado vocal de la organización en sesión de 25 de junio de 1913.
Fue miembro de la Real Academia de Jurisprudencia y Legislación, siendo considerado especialista en asuntos internacionales mediterráneos, destacando especialmente en el campo de las relaciones con el Reino de Marruecos. 
Falleció en San Sebastián en la madrugada del 10 de diciembre de 1951.

## Obras
- —— (1929). España y Marruecos. Recuerdos del Pasado. Éxitos del Presente. Visión del Porvenir.[12]